# Stirling Silliphant
Stirling Dale Silliphant (* 16. Januar 1918 in Detroit, Michigan; † 26. April 1996 in Bangkok, Thailand; eigentlich Sterling Dale Silliphant) war ein US-amerikanischer Drehbuchautor, Filmproduzent und Filmregisseur.

## Biografie

### Herkunft
Sterling Silliphant wurde als ältester Sohn von Leigh Lemuel Silliphant, einem 1911 in die USA eingewanderten Kanadier und dessen Frau Ethel May (geb. Noaker) in Detroit geboren, wuchs jedoch ab etwa 1920 mit seinem um drei Jahre jüngeren Bruder Leigh im kalifornischen Glendale auf, wo sein Vater den Lebensunterhalt als Grundstücksmakler verdiente. Um etwa 1930 verließ der Vater die Familie und zog mit Sterling junior nach Phoenix, (Arizona); es kam zur Scheidung der Eltern. Sowohl Vater wie auch Sohn änderten zu Beginn der 1930er Jahre ihre Vornamen und nannten sich nun nicht mehr Sterling, sondern Stirling.

### Werdegang
1938 absolvierte Silliphant die University of California, und diente zwischen 1943 und 1946 als Lieutenant der Marine im Zweiten Weltkrieg. Nach seinem Ausscheiden aus dem Aktiven Dienst begann er zunächst in der Publicity-Abteilung des Disney-Konzerns zu arbeiten, wechselte jedoch noch im selben Jahr zu Twentieth Century Fox, wo er ab 1946 bis 1953 ebenfalls in der PR-Abteilung arbeitete.
1953 zog er nach Hollywood, um eine Karriere beim Film zu verfolgen. 5 against the House markierte 1955 sein Debüt als Drehbuchautor und Filmproduzent. Bis zu Beginn der 1970er Jahre schrieb er überwiegend für Kindersendungen wie den Mickey Mouse Club oder Fernsehserien, von denen der Großteil heute unbekannt ist. Zu seiner bekanntesten Fernsehserie zählt Perry Mason, für die er 1957 zwei Drehbücher verfasste.
Ab Beginn der 1970er Jahre und schon teilweise davor, begann er für Spielfilme zu schreiben, wenn auch seine Arbeit nur teilweise honoriert wurde. 1968 wurde Silliphant für seine Arbeit an In der Hitze der Nacht mit dem Oscar in der Kategorie Bestes adaptiertes Drehbuch ausgezeichnet. Auch gewann er im selben Jahr für selben Film einen Golden Globe Award. Mit einem weiteren Globe wurde er ein Jahr später, 1969, für Charly geehrt. An Die Höllenfahrt der Poseidon (1972) war Silliphant als Co-Autor beteiligt. 1973 führte er zum ersten und einzigen Mal Regie an der Filmromanze A Time for Love.
Der Film markiert den Wendepunkt in der Karriere von Silliphant, der ab diesem Zeitpunkt weniger Erfolg bei der Auswahl seiner Drehbücher hatte. Ein Beispiel dafür war der 1987 produzierte Actionfilm Over the Top, der unter anderem für drei Goldene Himbeeren nominiert war.

### Familie und Tod
1974 heiratete er die gebürtige Vietnamesin Thi Thanh Nga, und bekam über sie Kontakt mit dem Buddhismus, zu dessen Glauben er auch konvertierte. Das Paar, das einen gemeinsamen Sohn sowie zwei Töchter hatte, hatte bald darauf seinen Zweitwohnsitz in Bangkok.
Hier verlor Stirling Silliphant im Alter von 78 Jahren seinen langen Kampf gegen Prostatakrebs.

## Filmografie (Auswahl)
- 1953: Der braune Bomber (The Joe Louis Story)
- 1956: Feuer über Mindanao (Huk!)
- 1958: Der Henker ist unterwegs (The Lineup)
- 1958–1963: Gnadenlose Stadt (Fernsehserie)
- 1960: Das Dorf der Verdammten (Village of the Damned)
- 1965: Stimme am Telefon (The Slender Thread)
- 1967: In der Hitze der Nacht (In the Heat of the Night)
- 1967–1968: Maya (Fernsehserie)
- 1968: Charly
- 1969: Der Dritte im Hinterhalt (Marlowe)
- 1970: Die Glut der Gewalt (The Liberation of L. B. Jones)
- 1972: Die Höllenfahrt der Poseidon (The Poseidon Adventure)
- 1974: Flammendes Inferno (The Towering Inferno)
- 1975: Die Killer-Elite (The Killer Elite)
- 1976: Der Unerbittliche (The Enforcer)
- 1978: Der tödliche Schwarm (The Swarm)
- 1978: Das Geheimnis des blinden Meisters (Circle of Iron)
- 1987: Drei heilige Kamele (The Three Kings)
- 1987: Over the Top (Over the Top)
- 1995: Die Grasharfe (The Grass-Harp)

## Auszeichnungen
- 1968: Oscar in der Kategorie Bestes adaptiertes Drehbuch für In der Hitze der Nacht
- 1968: Golden Globe Award in der Kategorie Bestes Filmdrehbuch für In der Hitze der Nacht
- 1968: Edgar Allan Poe Award in der Kategorie Bester Film für In der Hitze der Nacht
- 1969: Golden Globe Award in der Kategorie Bestes Drehbuch für Charly